# Viktoriastollen
Die Grube Viktoriastollen (auch Dachschieferzeche Viktoriastollen) zwischen Weisel und Kaub im Rhein-Lahn-Kreis ist ein ehemaliges Bergwerk, in dem Dachschiefer abgebaut wurde. Abgebaut wurden die Lagerstätten des Kauber Zuges, der für Schiefer von allerhöchster Qualität bekannt war. Der Stollen der Grube war namensgebend für die Siedlung Viktoriastollen von Kaub und Weisel.

## Geschichte

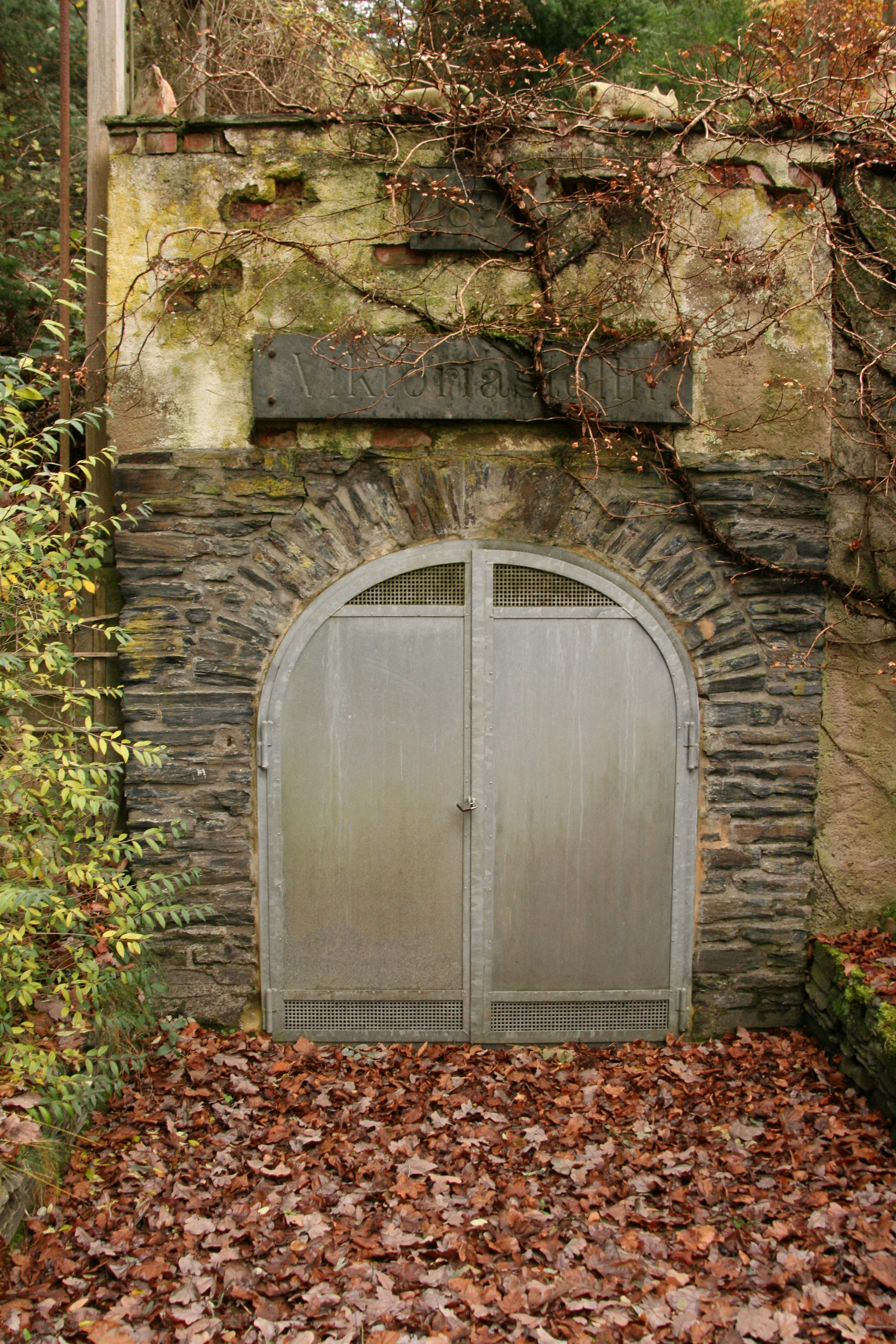
Mundloch des Viktoriastollens

1867 erfolgte die Verleihung der Grube Viktoria, die zu dieser Zeit aus insgesamt 5 Gruben bestand. Betreiber war die Gewerkschaft Viktoriastollen. Der Viktoriastollen als Hauptstollensohle der Grube wurde 1897 vorangetrieben, etwa 48 m nach dem Mundloch begann das Abbaufeld. Über diesem Stollen existierte etwa 50 m höher eine obere Sohle. 1904 kamen 4 weitere Gruben zum Grubenkomplex hinzu. Eine Tiefbausohle wird ab dem Jahr 1912 erwähnt. Ein erster Abbau erfolgte um 1925, 1928 kam es bereits zur ersten Stilllegung, da der vorgefundene Schiefer wohl zu weich war. In dieser Betriebszeit waren durchschnittlich 45 Mann beschäftigt, die Förderung sank von anfänglich 15.000 lfd auf letztlich 2.000 lfd.
Durch Zwangsversteigerung ging der Betrieb im Jahr 1936 an die Schieferbergbau und Vertriebsgesellschaft mbH Kaub über, aufgrund besonders starker Wasserzuflüsse wurde jedoch der Betrieb bereits 1939 wieder eingestellt.
Im Jahr 1940 wurde die Grube durch die Firma Puricelli'sche Betriebsgesellschaft aus Rheinböllen, die in Kaub bereits seit 1870 die Grube Wilhelm-Erbstollen erfolgreich führte, übernommen. 1951 wurde die Grube in größerem Umfang betrieben, der abgebaute Schiefer galt als gut schneid- und spaltbar. In den folgenden Jahren wurden etwa 10.000 Tonnen Schiefer gefördert. Nachdem jedoch immer zahlreichere Störungen auftraten und die Wasserzuflüsse sich immer mehr verstärkten, wurde der Betrieb Ende der 1950er Jahre endgültig geschlossen.
Am 13. Juli 1958 wurde am Viktoriastollen ein Wasserwerk eröffnet.